# Alfano
Alfano é uma comuna italiana da região da Campania, província de Salerno, com cerca de 1.305 habitantes. Estende-se por uma área de 4 km², tendo uma densidade populacional de 326 hab/km². Faz fronteira com Laurito, Roccagloriosa, Rofrano.

## Demografia
| Variação demográfica do município entre 1861 e 2011                               |
|                                                                                   |
| Fonte: Istituto Nazionale di Statistica (ISTAT) - Elaboração gráfica da Wikipedia |